# Яманака Іно
Іно Яманака (яп. 山中 いの) — героїня манґа- і аніме-серіалу «Naruto», створеного і намальованого манґакою Масаші Кішімото.
Ім'я Іно з японського перекладається як «свиня», через це Сакура в дитинстві називала її «Свинка Іно». «Яманака» означає «далеко в горах».
Іно — подруга дитинства Сакури і її незмінна суперниця через любов до одного й того ж хлопця – Саске Учіга. Іно — комунікабельна і впевнена дівчина. Вона є надзвичайно вродливою, і дуже слідкує за своїм зовнішнім виглядом. Однак, окрім цього, Іно є надзвичайно талановитим ніндзя; закінчивши Академію Ніндзя, Іно вважалася найобдарованішою і багатообіцяючою куноїчі (жінкою-ніндзя) випуску.

## Характер
Іно — впевнена в собі дівчина, яка не боїться виражати свою думку. Через це може здатися, що вона дещо зверхня, оскільки вона завжди каже те, що думає і не боїться образити людей, відкрито заявляючи їм про їхні недоліки. Але всередині вона надзвичайно переживає за близьких їй людей, просто не хоче цього показувати. Насправді Іно дуже добра, і завжди готова прийти на допомогу друзям, жертвуючи собою.
Іно розумна і наділена яскравою зовнішністю, однак вирізняється бойовим характером та імпульсивним темпераментом. Тому Іно, маючи можливість переносити свій дух у тіло іншої людини, використовує це тільки у найкритичніших ситуаціях, оскільки хоче досягти в житті всього сама. Іно рішуча у своїх діях, вона одразу бачить слабке місце людини, і готова надавити на нього. Але Іно ніколи не намагається образити когось, вона є щирою і дуже турботливою людиною.

## Стосунки між персонажами

Іно та Сакура Харуно в дитинстві були найкращими подругами

Іно — колишня найкраща подруга Сакури Харуно. Іно, будучи однією з найпопулярніших дівчат, стала для Сакури найкращим другом, допомігши їй стати впевненішою в собі, захищаючи від нападків недругів, які обзивали Сакуру «Товстолобою». Іно допомогла Сакурі знайти друзів і розкрити себе. На одному з уроків ікебани Іно порівняла Сакуру з нерозпущеним бутоном, який, розцвівши, може перевершити її саму. Однак, через деякий час дівчата усвідомлюють, що закохані в одного хлопця — Саске Учіга. Після цього подруги стали найзапеклішими суперницями, ворогуючи і змагаючись за Саске. 
Однак на Екзамені для підвищення у званні до рівня Чунін Іно бачить, що Сакура і її команда перебуває у дуже скрутному становищі. Іно, відчувши, що Сакура і досі їй дуже дорога, рятує подругу. У вибірковому поєдинку знову-таки із Сакурою розкриваються справжні думки Сакури та Іно, які продовжують бути найкращими подругами, але не хочуть цього визнавати через любов до Саске. Наприкінці поєдинку Іно каже Сакурі, що вона нарешті розцвіла прекрасним цвітом. Сакура плаче від слів подруги. Дівчата миряться, але продовжують бути суперницями. 
До Саске Іно відноситься із захопленням. Вона нікому не дозволяє погано говорити про нього, навіть своєму партнеру по команді — Шікамару. Іно вважає Саске великим воїном і дуже талановитим шанобі, і зараховує себе до його найбільших фанаток. Однак, після пройдених років розлуки її інтерес до Учіга погас, і вона перестала так ним захоплюватися.
До Наруто Іно відноситься вкрай негативно, називаючи його набридливим дурнем. Однак, після трирічної перерви, Іно змінила своє ставлення до нього. Тепер, зустрівши його, Іно й досі вважає його дурником, однак набагато краще до нього ставиться. Вона починає поважати його як шінобі.
До членів своєї команди — Шікамару Нара та Чоджі Акімічі- Іно ставиться дуже добре. Часто вона може зачіпати їхні почуття, кажучи їм про їхні недоліки, однак дуже турбується за них. 
Іно часто є рушійною силою для вступу її партнерів у бій, оскільки завжди рветься у бій, підштовхуючи до цього Шікамару і Чоджі. Протягом років спільних тренувань команда стала ще ближчою, друзі стали нерозлучними. Також дуже тепло Іно відноситься до сенсея — Асуми Сарутобі.

## Перша частина

### Дитинство

Іно в дитинстві

У дитинстві Іно не було жодних травм чи трагедій, навпаки, вона завжди росла впевненою і усміхненою дитиною. Цьому багато сприяв її батько — Інойчі Яманака, людина, яка є найдорожчою в житті Іно. Допомагаючи батькам, Іно працювала продавцем у їхній власній квітковій крамниці (хоча продавцем там зустріти її можна дуже рідко). Звідси її величезна любов до квітів, адже вдома вона розвела чудовий садок. Також через це Іно так вдається ікебана.

### Команда № 10
Іно була направлена у команду №10, що складалася з Шікамару Нара, Чоджі Акімічі і неї. Насправді Іно хотіла потрапити в команду разом із Саске, але цього не сталося. Сенсеєм команди №10 був призначений Асума  Сарутобі- надзвичайно сильний джонін Селища, Схованого в Листі. Команда була сформована на основі окремих можливостей кожного члена команди. Тому кожен міг підтримувати навички одне одного.
```
Команда №10 має дуже сильно виражений командний дух. Всі члени надзвичайно піклуються один за одного. Під час серйозних місій Іно завжди показує свою силу, активуючи техніки і допомагаючи друзям. Під час Екзамену для підвищення у званні до рівня Чунін Іно придумує для команди стратегію: команда сидить у кущах, очікуючи, коли до них прийде ворог. Але, спостерігаючи за боєм Сакури, Іно розуміє, що вони повинні боротися і допомогти дівчині. Після цього команда здобуває собі другий сувій, і переходить у наступний тур.
```

У поєдинку Іно доводиться боротися із Сакурою. Яманака показує надзвичайно високий рівень підготовки, придумуючи хитрі трюки, щоби заманити Сакуру у свою пастку. Під час поєдинку Іно обрізає собі волосся — те саме, що зробили Сакура під час бою з Кін. Однак, жодна з дівчат не змогли пермогти у цьому поєдинку. І Сакура, й Іно знепритомніли, а  прокинувшись, дізналися, що не пройшли у фінал. 
У фінальному турнірі Іно разом з Ходжі спостерігала за боєм Шікамару, і дуже негативно сприйняла те, що Нара здався. Під час атаки Коноги Орочімару, Іно потрапила під дію Ґенджутсу Кабуто , тому заснула, не бачачи наступних подій у селищі.
Команда № 10 була сформована на основі попереднього склада такої ж групи, що складалася з батьків теперішніх учасників: Інойчі Яманака (батько Іно), Шікаку Нара (батько Шікамару) та Чоза Акімічі (батько Чоджі). Команда №10 створила формацію Іно-Шіка-Чо. Це бойове угруповування, де Іно проголосила себе лідером, згодом переросло у команду Шікамару-Іно-Чоджі.

### Саске залишає Коногу
Після того, як Саске залишив Коногу, була сформована команда для його повернення на чолі з Шікамару Нара. Чоджі Акімічі також був у цій команді. Після їхнього повернення Іно дізнається про критичний стан Чоджі. Вона дуже схвильована за життя друга, але медикам вдається врятувати його. Іно радіє виздоровленню друга і поверненню додому.
Згодом Іно з’являється у філерах разом зі своєю командою. Дізнавшись, що Сакура стала ученицею Тсунаде, Іно цікавиться, чи може вона так само навчатися у неї. Так вона стає другою ученицею Тсунаде.

## Друга частина

Іно в другій частині

### Смерть Асуми
Після трирічної перерви Іно стає ще гарнішою та розумнішою. Вона також розвинула свої медичні здібності, навчаючись у Тсунаде. Команда перейшла на новий рівень. Під час однієї з місій Іно з друзями зустрічається в поєдинку з Какузу та Гіданом — членами кримінальної організації Акацукі. В цьому бою гине Асума Сарутобі. Перед смертю він каже своїм учням останні слова. Звертаючись до Іно, він каже їй ніколи й нічим не поступатися Сакурі. Іно дуже схвильована від передсмертної настанови вчителя.
Бій продовжується. Какузу мало не вбив Чоджі, Іно та Какаші, але саме вчасно на допомогу приходить команда Ямато — Наруто, Сакура, Сай та Ямато.

### Техніки
Іно має здатність лише глянувши на руку людини, вказати, чим ця людина займається. Як член клану Яманака, Іно здатна контролювати людський дух, преносячи власну душу в чуже тіло, витісняючи, тим самим, дух супротивника з тіла, роблячи його нездатним продовжувати бій. Хоча це джутсу має багато недоліків (нездатність контролювати власне тіло, затримка в часі), Іно превела його на якісно новий рівень, розвинувши декілька його видів, а також застосовуючи різні трюки для його застосування (як-то обрізавши волосся в бою із Сакурою).
Також Іно розвинула медичні здібності. Тепер вона здатна обробляти рани джутсу і зупиняти кровотечу. 
Окрім цього, Іно — чудовий психолог. Вона може маніпулювати іншими, хоча робить це дуже рідко.